# 蓋恩斯鎮區 (密歇根州肯特縣)
蓋恩斯鎮區（英語：Gaines Township）是位於美國密歇根州肯特縣的一個特設鎮區。

## 地方資料
蓋恩斯鎮區的面積為92.62平方千米，當中陸地面積為90.46平方千米，而水域面積為2.16平方千米。根據2020年美國人口普查的數據，當地共有人口28812人，而人口密度為每平方千米311.08人。